# D@bbe
D@bbe este un film de groază turcesc din 2006, scris și regizat de Hasan Karacadağ. Titlul său este o referință la Dabbe (Bestia Pământului). Rolurile principale au fost interpretate de actorii 	Ümit Acar, Kaan Girgin, Serdar Özer și Ebru Aykaç. Este primul film din seria D@bbe și a fost lansat la 10 februarie 2006.
Filmul a fost vizionat de 539.381 de persoane în cinematografele turcești. Este o adaptare a filmului japonez Kairo din 2001. Există, de asemenea, o adaptare americană a filmului Kairo, Pulse (Impuls ucigaș), lansat în 2006, cu Kristen Bell și Ian Somerhalder în rolurile principale.

## Rezumat
Oamenii încep să se sinucidă prin tehnici brutale. Pornind din Statele Unite ale Americii, acest val de sinucideri se răspândește pe tot pământul. Într-un orășel, un bărbat se sinucide după ce a petrecut mai mult timp la calculator. După moartea acestuia, prietenii săi încep să primească e-mailuri de la el. De asemenea, încep să vadă creaturi ciudate în jurul lor. Acesta este doar începutul apocalipsei.

## Distribuție
- Ümit Acar – Suleyman
- Ebru Aykaç – Hande
- Fulya Candemir
- Kaan Girgin
- Okan Sarioglu
- Atilla Sendil
- Eyüp Sevim
- Murat Sevis

## Continuări
Filmul a avut mai multe continuări, D@bbe 2 (premiera 25 decembrie 2009), Dabbe: Bir Cin Vakası (2012), Dabbe: Cin Çarpması (2013), Dabbe: Zehr-i Cin (2014) și Dabbe 6 (2015). Pe lângă acestea, Hasan Karacadağ a mai regizat și filmele de groază Semum (2008), El-Cin (2012) și Magi (2014).